# Falkner (roman)
Pour les articles homonymes, voir Falkner (homonymie).
Falkner est un roman de Mary Shelley publié en 1837. C'est l'avant-dernier livre publié par  Mary Shelley. Comme son roman précédent, Lodore (1835), il retrace l'éducation d'une jeune femme sous la coupe d'un père tyrannique.

## Intrigue
Orpheline âgée de six ans, Elizabeth Raby empêche Rupert Falkner de se suicider. Falkner l'adopte alors et l'élève pour qu'elle devienne un modèle de vertu. Cependant, elle tombe amoureuse de Gerald Neville, dont Falkner avait involontairement conduit la mère à la mort des années auparavant. Lorsque Falkner est finalement acquitté du meurtre de la mère de Neville, les valeurs féminines d'Elizabeth subjuguent les pulsions destructrices des deux hommes qu'elle aime, qui se réconcilient et s'unissent à Elizabeth dans une harmonie domestique.

## Réception
Falkner est le seul roman de Shelley dans lequel les intentions de l'héroïne triomphent. Selon la critique Kate Ferguson Ellis, la résolution du roman propose que lorsque les valeurs féminines triompheront de la masculinité violente et destructrice, les hommes seront libres d'exprimer la « compassion, la sympathie et la générosité » de leur nature la meilleure.
Les critiques ont jusqu'à récemment cité Lodore et Falkner comme preuves d'un repli conservateur de Shelley. En 1984, Mary Poovey a identifié le retrait de la politique réformiste de Shelley dans la « sphère séparé » du foyer. Comme pour Lodore, les critiques contemporains ont examiné le roman comme une romance, négligeant son sous-texte politique et notant ses questions morales comme purement familiales. Betty Bennett soutient cependant que Falkner concerne tout autant le pouvoir et la responsabilité politique que les romans précédents de Shelley. Poovey a suggéré que Shelley a écrit Falkner pour résoudre sa réponse conflictuelle à la combinaison du radicalisme libertaire et de l'insistance sévère de son père sur le décorum social.
Les critiques ne considèrent pas Falkner comme un roman féministe, ni comme l'un des romans les plus forts de Mary Shelley, même si elle pensait elle-même qu'il pouvait être le meilleur qu'elle ait écrit. Le roman a été critiqué pour sa caractérisation bidimensionnelle. Selon Bennett, « Lodore et Falkner représentent des fusions du roman social psychologique avec le roman éducatif, aboutissant non pas à des romances mais plutôt à des récits de déstabilisation : les protagonistes héroïques sont des femmes éduquées qui s'efforcent de créer un monde de justice et d'amour universel. »